# Tricky Nicki
Tricky Nicki (справжнє ім'я — Микола Миколайович Ярошенко, 3 жовтня 1997, Київ, Україна) — український реп-виконавець. Автор двох міні-альбомів та низки синглів, найвідомішими серед яких є Ride for Ukraine, Party (feat. KAEF) та Hello (feat. Talberg). Виконує пісні англійською мовою.

## Життєпис
Микола Ярошенко народився в Києві. З дитинства зростав без батька. Вчився в гімназії №136. З ранніх років хлопець цікавився баскетболом, якому присвятив більше 10 років свого життя. Втім, коли довелося робити вибір між професійним спортом та музикою, Микола надав перевагу останньому. Влітку 2018 року Tricky Nicki видав дебютний міні-альбом «Priorities», що складався з чотирьох треків англійською, більшість з яких було представлено на вечірці до 69-річчя «Зеленого театру».
4 березня 2019 року Tricky Nicki як експеримент презентував EP «Баллады на русском», до якого увійшли 5 російськомовних треків. 

Виступ на Soloma Fest 2019

31 березня того ж року, в день першого туру виборів президента України, Tricky Nicki презентував свій новий сингл Ride for Ukraine, у якому розкритикував політику української влади та антиукраїнську пропаганду на російському телебаченні. За словами музиканта, він відчував, що напередодні другого туру людям потрібен був саме такий трек. Композиція досить швидко стала надзвичайно популярною в інтернеті, а відеокліп, що побачив світ 16 квітня, за три місяці набрав близько півмільйона переглядів та 66 тисяч лайків. Станом на кінець листопада 2019 року лише на офіційному youtube-каналі Tricky Nicki відео переглянули більше 1,2 мільйонів глядачів[відсутнє в джерелі]. Ride for Ukraine нерідко використовувалася як саундтрек до відео популярних відеоблогерів, а інтерв'ю з музикантом з'явилися на сайтах таких інформагентств, як «Радіо Свобода» та «Громадське». Восени 2019 року ремікс пісні став саундтреком до популярного молодіжного серіалу «Перші ластівки»[джерело?].
Наприкінці травня Tricky Nicki взяв участь у фестивалі Radioday, що зібрав більше 10 тисяч глядачів у Маріїнському парку столиці, а 13 липня того ж року виступив на центральній нічній сцені одного з найбільших фестивалів східної Європи Atlas Weekend. 6 серпня репер представив записаний спільно з KAEF сингл Party, що менше ніж за півроку зібрав на YouTube близько 800 тисяч переглядів.
15 вересня 2019 року Tricky Nicki потрапив до лайн-апу Soloma Fest, а 20 вересня став спеціальним гостем матчу Ліги Чемпіонів ФІБА між «Київ-Баскетом» та австрійським «Капфенбергом», виступивши у київському Палаці спорту перед початком баскетбольного поєдинку.
15 листопада в мережі з'явився трек Get It, записаний Tricky Nicki спільно з Данилом Vegas'ом, відомим завдяки виконанню однієї з головних ролей у телесеріалі «Школа».

## Цікаві факти
- На початку треку Ride for Ukraine звучить уривок з інтерв'ю п'ятого президента України Петра Порошенка агентству France 24 від 1 грудня 2018 року, в якому він коментував ситуацію щодо захоплення українських кораблів у Керченській протоці[10].